# Ecuadorianische Fußballnationalmannschaft/Weltmeisterschaften
Dieser Artikel beinhaltet eine ausführliche Darstellung der ecuadorianischen Fußballnationalmannschaft bei Weltmeisterschaften.

## Übersicht
Ecuador konnte sich bisher erst für vier Weltmeisterschaftsendrunden qualifizieren.
| Jahr | Gastgeberland          | Teilnahme bis …    | Letzte(r) Gegner            | Ergebnis | Trainer              | Bemerkungen und Besonderheiten |
| ---- | ---------------------- | ------------------ | --------------------------- | -------- | -------------------- | --- |
| 1930 | Uruguay                | nicht teilgenommen |                             |          |                      | |
| 1934 | Italien                | nicht teilgenommen |                             |          |                      | |
| 1938 | Frankreich             | nicht teilgenommen |                             |          |                      | |
| 1950 | Brasilien              | nicht teilgenommen |                             |          |                      | |
| 1954 | Schweiz                | nicht teilgenommen |                             |          |                      | |
| 1958 | Schweden               | nicht teilgenommen |                             |          |                      | |
| 1962 | Chile                  | nicht qualifiziert |                             |          |                      | In der Qualifikation an Argentinien gescheitert |
| 1966 | England                | nicht qualifiziert |                             |          |                      | In der Qualifikation an Chile und Kolumbien gescheitert, das sich aber auch nicht qualifizieren konnte. |
| 1970 | Mexiko                 | nicht qualifiziert |                             |          |                      | In der Qualifikation an Uruguay und wieder Chile gescheitert, das sich aber auch nicht qualifizieren konnte. |
| 1974 | Deutschland            | nicht qualifiziert |                             |          |                      | In der Qualifikation an Uruguay und Kolumbien gescheitert, das sich aber auch nicht qualifizieren konnte. |
| 1978 | Argentinien            | nicht qualifiziert |                             |          |                      | In der Qualifikation an Peru und Chile gescheitert, das sich aber auch nicht qualifizieren konnte. |
| 1982 | Spanien                | nicht qualifiziert |                             |          |                      | In der Qualifikation an Chile und Paraguay gescheitert, das sich aber auch nicht qualifizieren konnte. |
| 1986 | Mexiko                 | nicht qualifiziert |                             |          |                      | In der Qualifikation an Uruguay und Chile gescheitert, das sich aber auch nicht qualifizieren konnte. |
| 1990 | Italien                | nicht qualifiziert |                             |          |                      | In der Qualifikation an Kolumbien und Paraguay gescheitert, das sich aber auch nicht qualifizieren konnte. |
| 1994 | USA                    | nicht qualifiziert |                             |          |                      | In der Qualifikation an Brasilien und Bolivien gescheitert. |
| 1998 | Frankreich             | nicht qualifiziert |                             |          |                      | In der Südamerika-Qualifikation, die erstmals im Liga-System zwischen den südamerikanischen Bewerbern – außer Brasilien, das als Weltmeister direkt qualifiziert war – ausgetragen wurde, belegte Ecuador nur den 6. Platz. Die ersten Vier konnten sich qualifizieren.                                                                 |
| 2002 | Südkorea/Japan         | Vorrunde           | Italien Mexiko Kroatien     | 24.      | Hernán Darío Gómez   | Als Zweiter der Südamerika-Qualifikation qualifiziert. |
| 2006 | Deutschland            | Achtelfinale       | England                     | 12.      | Luis Fernando Suárez | Als Dritter der Südamerika-Qualifikation qualifiziert. |
| 2010 | Südafrika              | nicht qualifiziert |                             |          |                      | In der Südamerika-Qualifikation belegte Ecuador nur den 6. Platz. Die ersten Vier konnten sich direkt qualifizieren, Uruguay als Fünfter über die Play-offs gegen Costa Rica. |
| 2014 | Brasilien              | Vorrunde           | Schweiz Honduras Frankreich | 17.      | Reinaldo Rueda       | Als Vierter der Südamerika-Qualifikation qualifiziert. |
| 2018 | Russland               | nicht qualifiziert |                             |          |                      | In der Qualifikation belegte Ecuador nur den 8. Platz. Nur die ersten Vier konnten sich direkt qualifizieren. |
| 2022 | Katar                  | Vorrunde           | Katar Niederlande Senegal   | 18.      | Gustavo Alfaro       | Als Vierter der Südamerika-Qualifikation qualifiziert. Als Dritter in der Gruppe A nicht für das Achtelfinale qualifiziert. |
| 2026 | Kanada, Mexiko und USA |                    |                             |          |                      | In der im September 2023 begonnenen Qualifikation treten wieder alle zehn CONMEBOL-Mitglieder in Hin- und Rückspielen gegeneinander an. Die sechs bestplatzierten Mannschaften qualifizieren sich direkt für die WM-Endrunde 2026. Der Siebtplatzierte nimmt als südamerikanischer Teilnehmer am WM-Play-off-Turnier im März 2026 teil. |

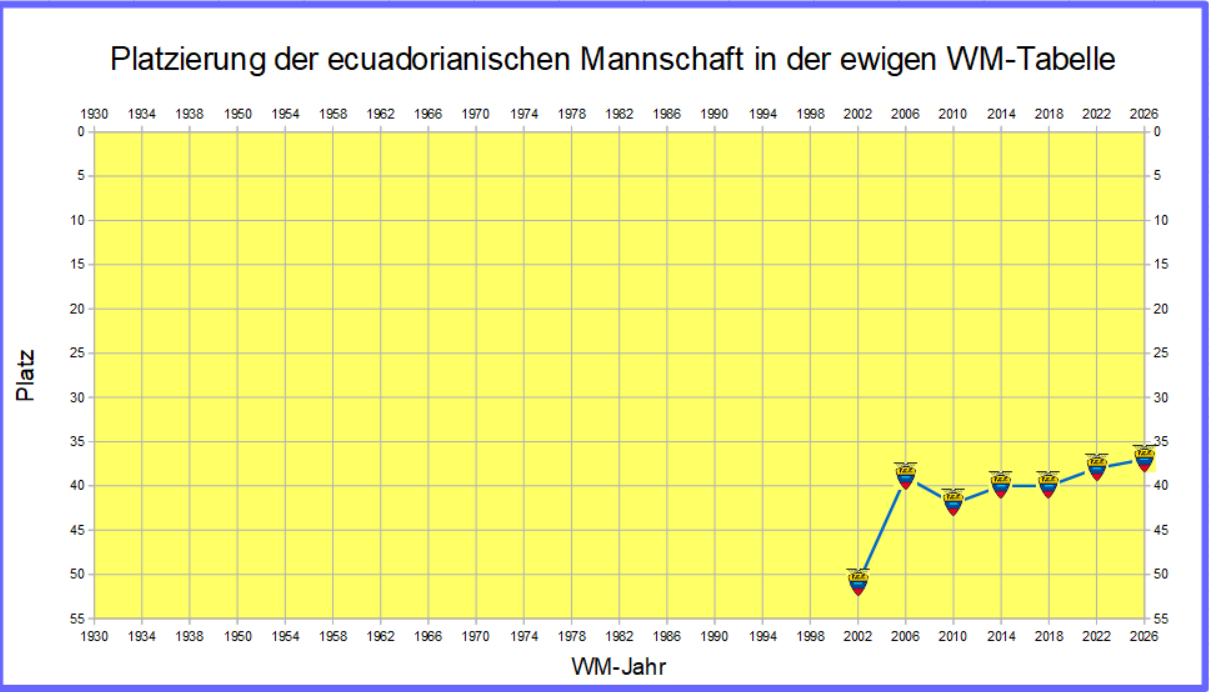
Platzierung der ecuadorianischen Mannschaft in der ewigen WM-Tabelle

Statistik (Angaben inkl. 2022: 22 Weltmeisterschaften; Prozentangaben sind gerundet)
- Teilnahmeverzicht: sechsmal (27 %; 1930, 1934, 1938, 1950, 1954 und 1958)
- Nicht qualifiziert: 12-mal (54 %; 1962, 1966, 1970, 1974, 1978, 1982, 1986, 1990, 1994, 1998, 2010 und 2018)
- Sportliche Qualifikation: viermal (18 % bzw. 25 % der Versuche)
  - Vorrunde: dreimal (14 %; 2002, 2014 und 2022)
  - Achtelfinale: einmal (5 %; 2006)

### Weltmeisterschaften 1930 bis 1958
Der ecuadorianische Fußballverband war zwar bereits 1925 gegründet und 1926 in die FIFA aufgenommen worden, mit dem Länderspielbetrieb wurde aber erst im August 1938 begonnen. So gab es noch keine Nationalmannschaft, die an den ersten drei WM-Turnieren teilnehmen konnte. Für die drei folgenden Weltmeisterschaften wurde die Mannschaft nicht gemeldet.

### Weltmeisterschaft 1962 in Chile
Für die WM Chile wollte sich Ecuador erstmals qualifizieren und musste in zwei Spielen gegen Argentinien antreten. Im ersten WM-Qualifikationsspiel am 4. Dezember 1960 wurde in Guayaquil mit 3:6 verloren, das Rückspiel in Buenos Aires endete 0:5.

### Weltmeisterschaft 1966 in England
Für die WM im „Mutterland des Fußballs“ sollte sich Ecuador durch Spiele gegen Kolumbien und Chile qualifizieren. Am 20. Juli 1965 gelang Ecuador in Barranquilla mit einem 1:0 gegen Kolumbien der erste Sieg in einem WM-Qualifikationsspiel und auch das Rückspiel wurde gewonnen. Gegen Chile reichte es aber in zwei Spielen nur zu einem Remis. Da Chile aber ein Spiel gegen Kolumbien verloren hatte, waren Chile und Ecuador am Ende punktgleich. Die bessere Tordifferenz der Chilenen zählte nicht und so musste ein Entscheidungsspiel am 12. Oktober 1965 in Lima bestritten werden. Dieses gewannen die Chilenen mit 2:1 und fuhren nach England.

### Weltmeisterschaft 1970 in Mexiko
Für die erste WM in Mittelamerika waren den Ecuadorianern Uruguay und wieder Chile als Fußball-Weltmeisterschaft 1970/Qualifikationsgegner zugelost. Ecuador gelang aber in vier Spielen nur ein Remis im Heimspiel gegen Chile und somit schied Ecuador als Gruppenletzter aus.

### Weltmeisterschaft 1974 in Deutschland
Für die erste WM in Deutschland musste Ecuador in einer Qualifikations-Gruppe mit Uruguay und Kolumbien antreten, verlor die Spiele gegen Uruguay und spielte remis in den beiden Spielen gegen Kolumbien, womit sie wieder als Gruppenletzter ausschieden.

### Weltmeisterschaft 1978 in Argentinien
Nicht wesentlich besser verlief die Qualifikation zur WM 1978, die diesmal über zwei Runden lief. Aber bereits in der ersten Runde schied Ecuador gegen Chile und Peru aus und konnte nur zum Auftakt gegen Peru einen Punkt erkämpfen.

### Weltmeisterschaft 1982 in Spanien
In der Qualifikation zur WM 1982 scheiterte Ecuador am Endrundenteilnehmer Chile und konnte nur in den Heimspielen gegen Paraguay (1:0) und Chile (0:0) Punkte erkämpfen.

### Weltmeisterschaft 1986 in Mexiko
Uruguay und Chile waren die Gegner in der Qualifikation zur WM 1986. Ecuador konnte kein Spiel gewinnen und ein Punkt im Heimspiel gegen Chile brachte nur den letzten Platz in der Gruppe.

### Weltmeisterschaft 1990 in Italien
Die Qualifikation für die zweite WM in Italien lief zwar etwas besser, denn am Ende hatte Ecuador drei Punkte, Kolumbien und Paraguay hatten aber mehr, so dass wieder nur der letzte Gruppenplatz blieb. Mit dem 3:1 im letzten Spiel gegen Paraguay verbaute Ecuador aber den Paraguayern den Weg zur WM-Endrunde.

### Weltmeisterschaft 1994 in den Vereinigten Staaten
In der Qualifikation zur WM 1994 belegte Ecuador in einer Fünfergruppe hinter Brasilien, Bolivien und Uruguay, aber vor Venezuela den vierten Platz und war wieder nicht qualifiziert. Dabei gelang aber nur im Heimspiel gegen Venezuela ein Sieg (5:0).

### Weltmeisterschaft 1998 in Frankreich
Außer Weltmeister Brasilien spielten alle übrigen CONMEBOL-Mitglieder in einer Neunergruppe vier Endrundenteilnehmer aus. Ecuador landete hier nur auf Platz 6 und verpasste dadurch die Qualifikation zur WM 1998. Dabei konnte in den Auswärtsspielen nur in je drei Spielen ein Punkt geholt werden. In den Heimspielen blieb Ecuador auch nicht ungeschlagen, denn gegen Kolumbien wurde daheim mit 0:1 verloren.

### Weltmeisterschaft 2002 in Japan und Südkorea
In der Südamerika-Qualifikation traten diesmal alle zehn CONMEBOL-Mitglieder gegeneinander an. Ecuador wurde überraschend Zweiter hinter Argentinien, aber mit einem Abstand von 12 Punkten. Brasilien und Paraguay, die sich ebenfalls qualifizierten, hatten nur einen Punkt weniger als Ecuador. Uruguay gelang als Gruppenfünfter ebenfalls die Qualifikation über die Interkontinentalen Playoffs. Ecuador schaffte somit im elften Anlauf erstmals den Sprung in die WM-Endrunde. Seitdem ist Venezuela bis heute das einzige CONMEBOL-Team, das sich noch nie für eine WM-Endrunde qualifizieren konnte.
In Japan trafen die Ecuadorianer in ihrem ersten WM-Spiel der Gruppe G auf Ex-Weltmeister Italien und verloren mit 0:2. Im zweiten Spiel gelang Agustín Delgado bereits in der fünften Minute gegen Mexiko das erste WM-Tor für Ecuador. Die erfahreneren Mexikaner konnten das Spiel aber noch drehen und mit 2:1 gewinnen. Im letzten Spiel gelang dann durch ein Tor von Edison Méndez gegen Kroatien der erste WM-Sieg. Dennoch schied Ecuador als Gruppenletzter aus.

### Weltmeisterschaft 2006 in Deutschland

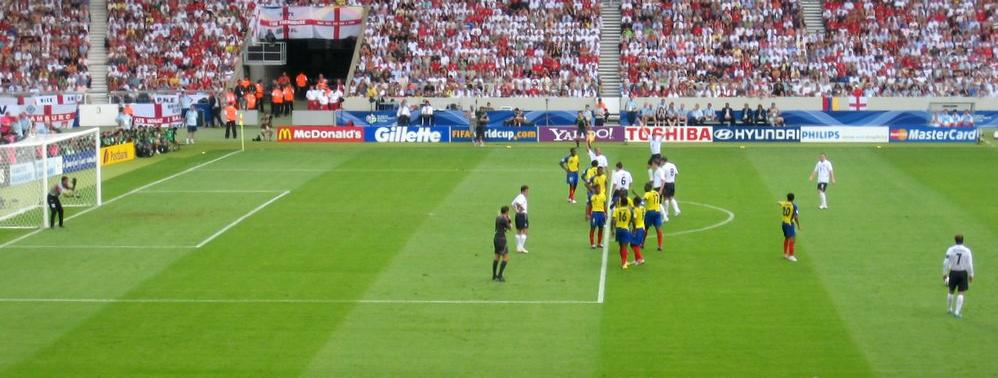
Szene vor dem entscheidenden Freistoß im Achtelfinale

In der Qualifikation zur WM 2006 belegte Ecuador in der Südamerika-Qualifikation, zu der wieder alle CONMEBOL-Mitglieder gegeneinander antraten, diesmal hinter den punktgleichen Argentiniern und Brasilianern mit sechs Punkten Abstand punktgleich mit Paraguay den dritten Platz.
In Deutschland traf die Mannschaft in Gruppe A im ersten Spiel auf Polen und gewann mit 2:0. Nachdem auch das Spiel gegen Costa Rica gewonnen wurde, diesmal mit 3:0, stand die Mannschaft schon im Achtelfinale. Im Spiel um den Gruppensieg gegen Gastgeber Deutschland setzte Ecuador mehrere Ersatzspieler ein und verlor mit 0:3. Im Achtelfinale war dann Ex-Weltmeister England der Gegner und durch ein Freistoßtor von David Beckham wurde mit 0:1 verloren.

### Weltmeisterschaft 2010 in Südafrika
Am 27. Mai 2007 beschloss die FIFA ein Verbot von offiziellen Spielen in über 2.500 Metern Seehöhe liegenden Stadien. In Ecuador waren davon insbesondere die Stadien in Quito und Latacunga betroffen. Nach heftigen Protesten, insbesondere der Bolivianer, wurde das Höhenlimit allerdings noch im Juni 2007 auf 3.000 Meter geändert, so dass wieder alle Stadien entsprechender Größe in Ecuador genutzt werden konnten.
Somit konnte Ecuador auch in der Qualifikation für die erste WM in Afrika in Quito spielen, konnte diesen Vorteil aber schon im ersten Spiel nicht nutzen: Gegen Venezuela wurde mit 0:1 verloren. Die beiden folgenden Auswärtsspiele in Brasilien und Paraguay wurden dann deutlich verloren (0:5 und 1:5). Danach lief die Qualifikation zwar besser und Ecuador verlor nur noch vier der restlichen 15 Spiele, am Ende reichte es aber nur zum sechsten Platz, weil das letzte Spiel in Chile verloren wurde, womit die Interkontinentalen Playoffs verpasst wurden.

### Weltmeisterschaft 2014 in Brasilien

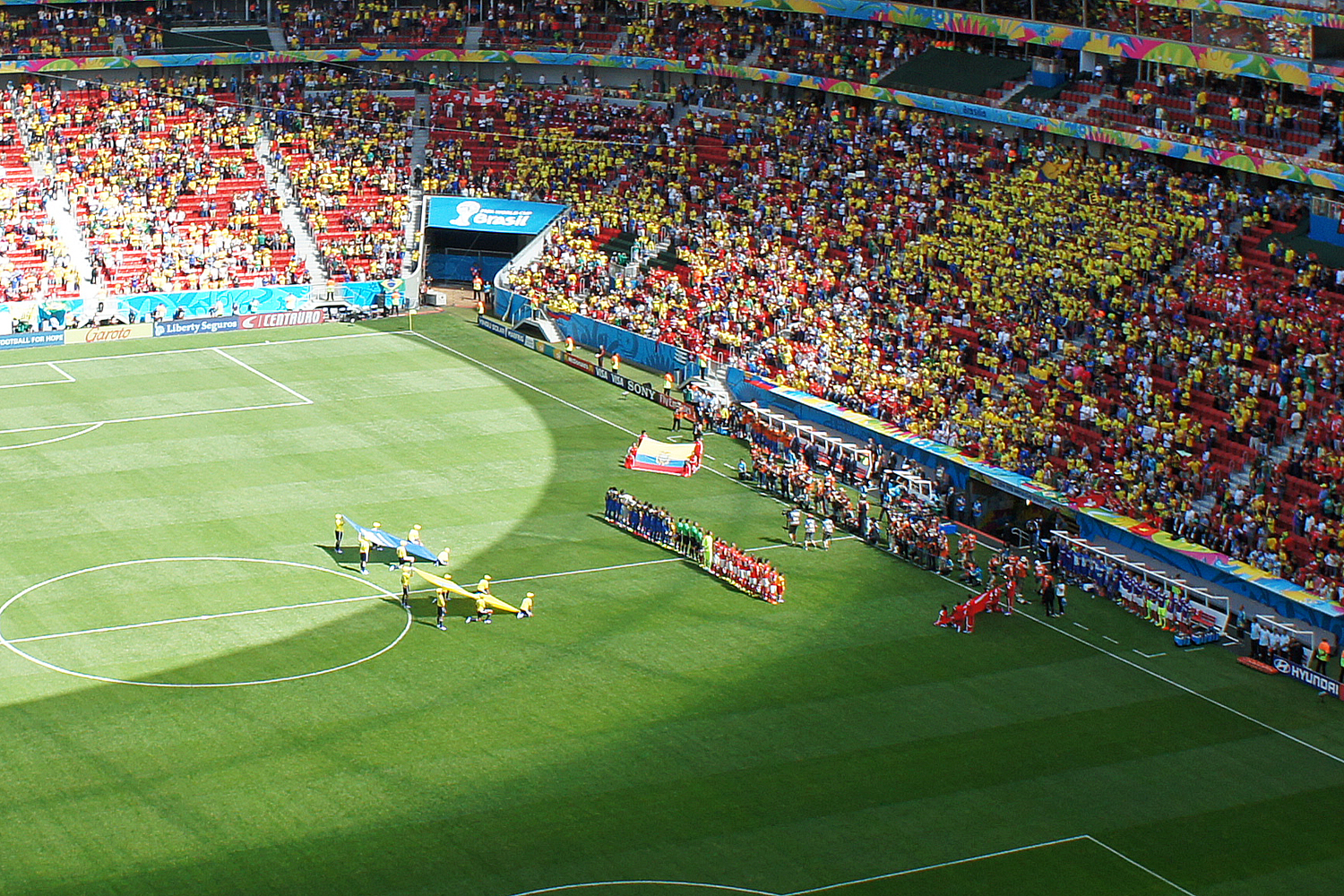
Ecuador und die Schweiz während der Hymnen

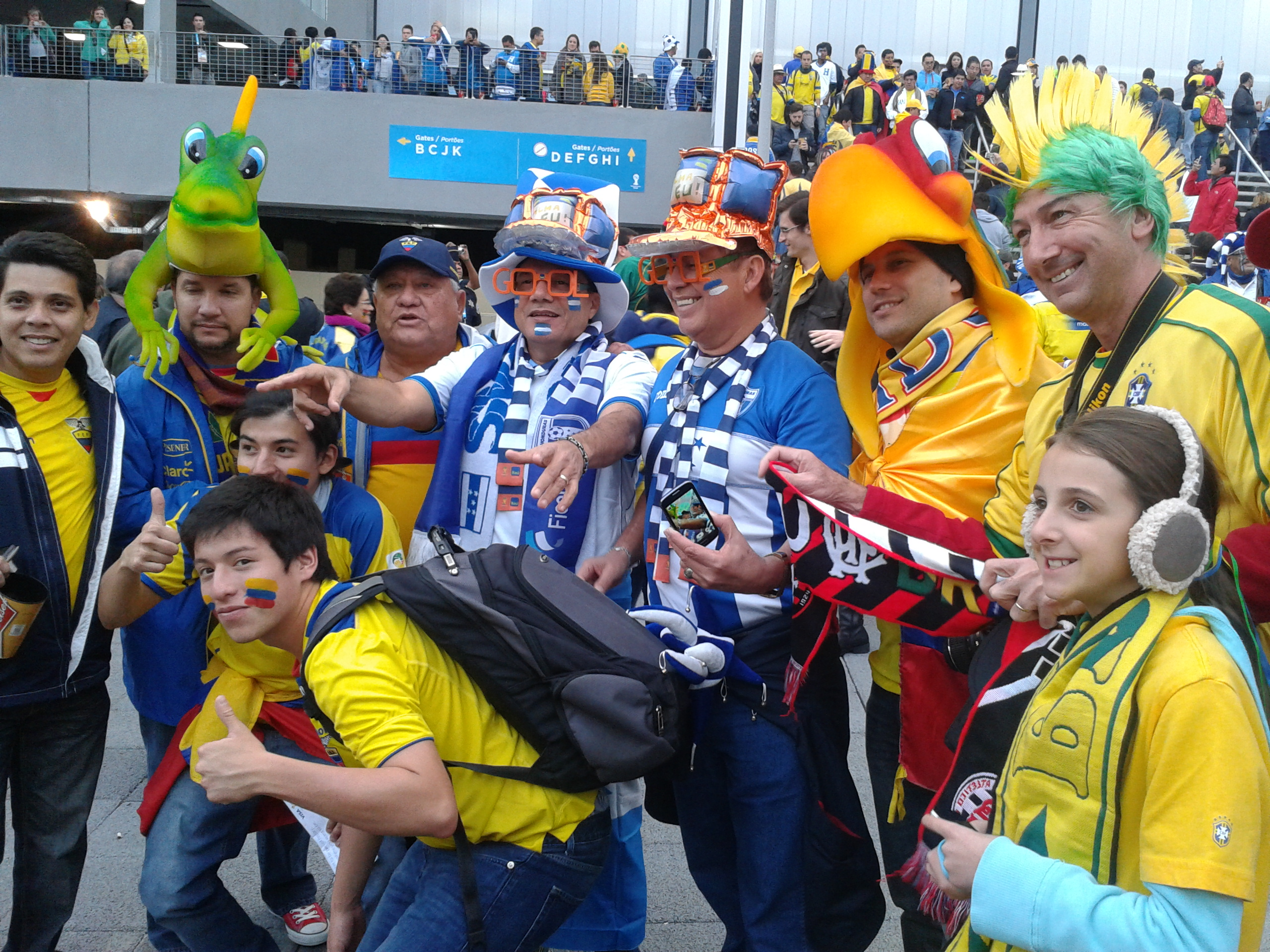
Fans aus Ecuador und Honduras

Die Qualifikation zur zweiten WM in Brasilien lief dann besser. Punktgleich mit Uruguay belegte Ecuador den vierten Platz und war damit direkt qualifiziert. Uruguay musste dagegen den Umweg über die Interkontinentalen Playoffs gehen. Allerdings verlief die Qualifikation holprig, denn Ecuador konnte nur einmal zwei Spiele in Folge gewinnen, ansonsten wechselten sich Siege mit Niederlagen oder Unentschieden ab und erst am letzten Spieltag stand die direkte Qualifikation fest.
In Brasilien traf Ecuador in Gruppe E im ersten Spiel auf die Schweiz und verlor nach 1:0-Führung noch mit 1:2. Das Siegtor für die Schweizer fiel dabei erst in der dritten Minute der Nachspielzeit. Im zweiten Gruppenspiel gelang dann ein 2:1 gegen Honduras, aber durch ein 0:0 im letzten Gruppenspiel gegen Ex-Weltmeister Frankreich wurde der Sprung in die K.-o.-Runde verpasst. Alle drei Tore erzielte Enner Valencia.

### Weltmeisterschaft 2018 in Russland
In der Qualifikation traten ab Oktober 2015 wieder alle 10 CONMEBOL-Mitglieder in Hin- und Rückspielen gegeneinander an. Die besten vier Mannschaften qualifizierten sich direkt, der Fünfte muss gegen ein Mitglied einer anderen Konföderation in Playoff-Spielen antreten. Ecuador startete als einzige Mannschaft mit vier Siegen, u. a. dem ersten Auswärtssieg bei Vizeweltmeister Argentinien. Von den folgenden 14 Spielen konnten aber nur noch zwei gewonnen werden, so dass Ecuador bereits vor dem letzten Spiel keine Chance mehr hatte sich zu qualifizieren. Mit einem Heimsieg im letzten Spiel gegen Argentinien hätte Ecuador auch Argentinien den Weg zur WM verbauen können, verlor aber mit 1:3. Da parallel auch Chile in Brasilien verlor und Kolumbien gegen Peru remis spielte, rückten die Argentinier noch auf Platz 3 vor. Für Ecuador blieb nur der achte Platz.

### Weltmeisterschaft 2022 in Katar
In der Qualifikation traten wieder alle zehn CONMEBOL-Mitglieder in Hin- und Rückspielen gegeneinander an. Aufgrund der COVID-19-Pandemie startete die Qualifikation statt im März erst im Herbst 2020 und ohne Zuschauer. Ecuador konnte von den ersten vier Spielen drei gewinnen, eins wurde verloren. Danach verlief die Qualifikation zwar holprig, trotz einer Niederlage am 17. und vorletzten Spieltag stand aber vor dem letzten Spiel die Qualifikation als mindestens Vierter fest, da auch die fünftplatzierten Peruaner verloren und den Rückstand von vier Punkten nicht mehr aufholen konnten. Chile legte zwar noch Protest gegen den Einsatz des Spielers Byron Castillo in der ecuadorianischen Mannschaft ein, da dieser in Kolumbien geboren sei, der Protest wurde aber am 10. Juni zunächst abgewiesen.
Gegner bei der Endrunde in der Gruppe A waren Gastgeber und Asienmeister Katar im Eröffnungsspiel, die Niederlande und Afrikameister Senegal. Das Eröffnungsspiel gewann Ecuador mit 2:0 gegen Katar, gegen die Niederlande wurde ein 1:1-Unentschieden erzielt und dem Senegal musste sich die Mannschaft mit 1:2 geschlagen geben. Mit vier Punkten schied Ecuador als Gruppendritter aus, während der Senegal und die Niederlande ins Achtelfinale einzogen. Enner Valencia erzielte drei Tore, davon das erste der Weltmeisterschaft. Den zwischenzeitlichen Ausgleichstreffer gegen den Senegal erzielte Moisés Caicedo.

### Weltmeisterschaft 2026
Für die erste WM in drei Ländern – Kanada, Mexiko und die USA – wurde die Zahl der Teilnehmer auf 48 erhöht und den südamerikanischen Mannschaften zwei feste Plätze mehr zugestanden, so dass sich nun sechs CONMEBOL-Mitglieder direkt qualifizieren können. In der im September 2023 begonnenen Qualifikation treten wieder alle zehn CONMEBOL-Mitglieder in Hin- und Rückspielen gegeneinander an. Der Siebtplatzierte nimmt als südamerikanischer Teilnehmer am WM-Play-off-Turnier im März 2026 teil.  Vor Beginn der Qualifikation wurden Ecuador drei Punkte abgezogen, da sie bei der letzten WM-Qualifikation für Byron Castillo eine Geburtsurkunde mit falschem Geburtsdatum und -ort vorgelegt hatten. In die Qualifikation startete Ecuador mit einer 0:1-Niederlage in Argentinien, konnte dann aber gegen Uruguay und in Bolivien gewinnen. Es folgten fünf weitere Siege und sieben Remis bei nur einer Niederlage in Brasilien, so dass die Ecuadorianer trotz des Punktabzugs bereits am drittletzten Spieltag für die WM qualifiziert sind.

## Rangliste der ecuadorianischen WM-Spieler mit den meisten Einsätzen
01. Edison Méndez – 8 bei 3 Turnieren
02. Ulises de la Cruz und Antonio Valencia – 7 bei 2 Turnieren
04. Agustín Delgado, Jorge Guagua, Iván Hurtado, Iván Kaviedes, Carlos Tenorio, Edwin Tenorio und Enner Valencia – 6 bei 2 Turnieren

## Rangliste der ecuadorianischen WM-Spieler mit den meisten Toren
1. Enner Valencia – 6 Tore
2. Agustín Delgado – 3 Tore
3. Carlos Tenorio – 2 Tore

## WM-Kapitäne
- 2002: Álex Aguinaga (1. Spiel[8]), Iván Hurtado (2. und 3. Spiel)
- 2006: Iván Hurtado (1. und 2. Spiel, Achtelfinale), Marlon Ayoví (3. Spiel)
- 2014: Antonio Valencia
- 2022: Enner Valencia

## Anteil der im Ausland spielenden Spieler im WM-Kader
Legionäre spielten bei den ersten beiden Teilnahmen noch keine große Rolle im ecuadorianischen Kader, 2014 stellten sie aber die Mehrheit.
| Jahr (Spiele) | Anzahl (Länder) | Spieler (Einsätze) |
| ------------- | --- | --- |
| 2002 (3)      | 3 (1 in England,1 in Mexiko, 1 in Schottland) | Agustín Delgado (3); Álex Aguinaga (3); Ulises de la Cruz (3) |
| 2006 (4)      | 6 (1 in Argentinien, 1 in England, 1 in Griechenland, 2 in Katar, 1 in Spanien)                                                                                                | Iván Kaviedes (4); Ulises de la Cruz (3); Félix Borja (1); Iván Hurtado (3), Carlos Tenorio (3); Antonio Valencia (4) |
| 2014 (3)      | 15 (1 in Brasilien, 1 in Deutschland, 2 in England, 1 in Kolumbien, 7 in Mexiko, 1 in den Niederlanden, 1 in Russland, 1 in den USA, 1 in den Vereinigten Arabischen Emiraten) | Frickson Erazo (3); Carlos Gruezo (2); Antonio Valencia (3); Edison Méndez (1); Michael Arroyo (2), Jaime Ayoví (0), Walter Ayoví (3), Fidel Martínez (0), Jefferson Montero (3), Joao Rojas (1), Enner Valencia (3); Renato Ibarra (1); Christian Noboa (3); Oswaldo Minda (2); Felipe Caicedo (3) |
| 2022 (3)      | 22 (2 in Argentinien, 2 in Belgien, 1 in Brasilien, 2 in Deutschland, 3 in England, 1 in Frankreich, 5 in Mexiko, 1 in Spanien, 1 in der Türkei, 4 in den USA)                 | Alan Franco (2), Djorkaeff Reasco (1); Willian Pacho, Ángelo Preciado (3); Robert Arboleda; Carlos Gruezo (1), Piero Hincapié (3); Pervis Estupiñán (3); Moisés Caicedo (3), Jackson Porozo (2), Jeremy Sarmiento (3); Michael Estrada (3), Romario Ibarra (2), Ángel Mena, Ayrton Preciado, Félix Torres (3); Gonzalo Plata (3); Enner Valencia (3); José Cifuentes (2), Xavier Arreaga, Jhegson Méndez (2), Diego Palacios; |

## Bei Weltmeisterschaften gesperrte Spieler
- 2002: Cléber Chalá erhielt im letzten Gruppenspiel gegen Kroatien die zweite Gelbe Karte. Da Ecuador ausschied, hatten diese keinen Effekt.
- 2006: Ulises de la Cruz und Antonio Valencia erhielten im Achtelfinale gegen England die zweite Gelbe Karte. Da Ecuador ausschied, hatten diese keinen Effekt.
- 2014: Antonio Valencia erhielt im letzten Gruppenspiel gegen Frankreich die Rote Karte. Da Ecuador ausschied, gilt die folgende Spielsperre für das erste Spiel bei der Copa América 2015.[9]
- 2022: Jhegson Méndez erhielt im zweiten Gruppenspiel gegen die Niederlande die zweite Gelbe Karte und war für das dritte Gruppenspiel gegen den Senegal gesperrt.

## Spiele
- Ecuador bestritt bisher 13 WM-Spiele, davon wurden fünf gewonnen, zwei endeten remis und sechs wurden verloren.
- Ecuador spielte 2022 erstmals im offiziellen Eröffnungsspiel und damit zum zweiten Mal gegen den Gastgeber: 2006/Deutschland, 2022/Katar.
- Ecuador spielte nie gegen den Titelverteidiger und nie gegen den späteren Weltmeister.
- Bisher sind alle WM-Begegnungen der Ecuadorianer einmalig.
- Ecuador traf in der Gruppenphase vor 2022 immer auf zwei europäische und eine mittelamerikanische Mannschaft und spielte 2022 erstmals gegen eine afrikanische und asiatische Mannschaft, aber noch nie gegen ozeanische und südamerikanische Mannschaften.

| Alle WM-Spiele |               |           |             |   |                      |                      |                                      |
| Nr.            | Datum         | Ergebnis  | Gegner      |   | Austragungsort       | Anlass               | Bemerkung                            |
| 1.             | 3. Juni 2002  | 0:2 (0:2) | Italien     | * | Sapporo (JPN)        | Gruppenspiel         | Erstes Länderspiel gegen Italien     |
| 2.             | 9. Juni 2002  | 1:2 (1:1) | Mexiko      | * | Rifu (JPN)           | Gruppenspiel         |                                      |
| 3.             | 13. Juni 2002 | 1:0 (0:0) | Kroatien    | * | Yokohama (JPN)       | Gruppenspiel         | Erstes Länderspiel gegen Kroatien    |
| 4.             | 9. Juni 2006  | 2:0 (1:0) | Polen       | * | Gelsenkirchen (GER)  | Gruppenspiel         |                                      |
| 5.             | 15. Juni 2006 | 3:0 (1:0) | Costa Rica  | * | Hamburg (GER)        | Gruppenspiel         |                                      |
| 6.             | 20. Juni 2006 | 0:3 (0:2) | Deutschland | A | Berlin (GER)         | Gruppenspiel         | Erstes Länderspiel gegen Deutschland |
| 7.             | 25. Juni 2006 | 0:1 (0:0) | England     | * | Stuttgart (GER)      | Achtelfinale         |                                      |
| 8.             | 15. Juni 2014 | 1:2 (1:0) | Schweiz     | * | Brasília (BRA)       | Gruppenspiel         | Erstes Länderspiel gegen die Schweiz |
| 9.             | 20. Juni 2014 | 2:1 (1:1) | Honduras    | * | Curitiba (BRA)       | Gruppenspiel         |                                      |
| 10.            | 25. Juni 2014 | 0:0       | Frankreich  | * | Rio de Janeiro (BRA) | Gruppenspiel         |                                      |
| 11.            | 21. Nov. 2022 | 2:0 (2:0) | Katar       | A | al-Chaur (QAT)       | Off. Eröffnungsspiel |                                      |
| 12.            | 25. Nov. 2022 | 1:1 (0:1) | Niederlande | * | ar-Rayyan (QAT)      | Gruppenspiel         |                                      |
| 13.            | 29. Nov. 2022 | 1:2 (0:1) | Senegal     | * | ar-Rayyan (QAT)      | Gruppenspiel         |                                      |

## Höchste Siege und Niederlagen
Der ecuadorianische Mannschaft gelangen ihre höchsten Siege gegen folgende Mannschaften bei WM-Turnieren:
- Kroatien: Vorrunde 2002 - 1:0 (einziges Spiel gegen Kroatien)
- Katar: Vorrunde 2022 - 2:0
- Polen: Vorrunde 2006 - 2:0 (einziger Sieg gegen Polen)
- Senegal: Vorrunde 2022 - 1:2 (zudem ein 0:1 in einem Freundschaftsspiel und ein 1:2 beim Cairo LG Cup 2005)

Die ecuadorianische Mannschaft kassierte ihre höchsten Niederlagen gegen folgende Mannschaften bei WM-Turnieren:
- Deutschland: Vorrunde 2006 - 0:3
- Italien: Vorrunde 2002 - 0:2 (einzige Niederlage gegen Italien)
- Schweiz: Vorrunde 2014 - 1:2 (einziges Spiel Niederlage gegen die Schweiz)